# گائوتامی
گائوتامی (به انگلیسی: Gautami) (زاده ۲ ژوئیهٔ ۱۹۶۹) بازیگر هندی است.
از فیلم‌هایی که وی در آن نقش داشته‌است می‌توان به دوتا، رودخانه خون، برادران بی‌نظیر، یکی از ما، پسر تیوار، رسمی، فوریت پلیس ۱۰۰، چایتانیا، بازار شلوغ، سپر و شاکونتالام اشاره کرد.